# Retail design
Retail design (návrh obchodních prostor) je obor, jehož cílem je co nejúčelněji a nejestetičtěji navrhnout interiér obchodu a jeho zařízení. Vyžaduje proto jak technické, tak výtvarné schopnosti, znalosti chování a rozhodování zákazníka při koupi a strategický marketing  Spadá do architektury interiéru a snoubí tedy ergonomické navrhování prostoru, konstrukční řešení prostor a jeho specialitou je vysoká míra přidružených elementů, které slouží k propagaci značky s cílem prodat co nejvíc a zákazníkovi dopřát příjemný zážitek z nakupování.
V obchodních prostorách je kladen důraz na využití prodejní plochy, ale také na dostupnost  zboží zákazníkům a zvýrazněné umístění např. akčního zboží či to, aby vizuály vyzývaly k okamžitému nákupu produktů. Rozvržení komerční plochy se výrazně liší dle předmětu podnikání prodejce. Jiné regály a manipulační plochy bude mít knihkupec, obchodník s kosmetikou či prodejce nábytku. Pro všechny obchodníky platí ale stejné pravidlo v tom, že je-li komerční plocha příliš přeplněna a zákazník se nemůže volně pohybovat, cítí se stísněně. V případě, kdy se dokonce nemůže ani dostat ke zboží, ztratí chuť k nákupu a svůj příště možná nakoupí u konkurence.  Obchodník tak ztrácí nejen image výjimečné obchodní značky,  ale i zákazníka.

## Zážitek zákazníka
V moderním retailové a marketingové strategii je kladen extrémní důraz na zážitek a spokojenost zákazníka při nakupování. Zážitkem se rozumí  interakce s prodejní asistentkou/asistentem, možnost snadného a pohodlného vyzkoušení produktů – jeho testování, moderní technologie komunikující se zákazníkem např. chytré obrazovky a jejich digitální komunikace se zákazníkem a také výjimečné  prostředí, kde je zákazníkovi příjemné trávit čas. Další prioritou je  samotné nalákání zákazníka do obchodu, k čemuž slouží především výlohy, které by měly zákazníka zaujmout, pozastavit ho a nakonec do prodejny dostat. Na prodejně už je zákazník součástí marketingovo - obchodní strategie a i když si nic v daný okamžik nekoupí, ale je správně realizovaný retail design, odchází s příjemným zážitkem a image prodejny a loyalita ke značce u něj stoupá.  

## Fáze retail design projektu
1. Analýza – značky a jejich produktů, zákazníků, chování a toku zákazníků, komerční plochy
2. Koncept – souhrnná analýza prostoru, vytyčení obchodních potřeb klienta i zákazníků a nastavení výchozích bodů pro návrh
3. Návrh - zónování půdorysu, výběr materiálů, skici vzhledu a řešení obchodní jednotky
4. Propojení retailu s marketingovými koncepty – použití marketingových kampaní v interiéru
5. Vypracování vizualizace a architektonických plánů – ruční skici, nebo 3D model vyrendrovaný a upravený do fotorealistické formy
6. Jednání s obchodními centry a zástupci státní správy –  dobré agentury vyřizují veškerá nutná povolení k realizaci
7. Výrobní dokumentace – příprava výkresů nábytku pro výrobu, příprava výkresů pro stavbu
8. Koordinace výroby – kontrola dodávek od nábytkářů a koordinace v průběhu projektu
9. Instalace obchodní jednotky – stavební úpravy – podlahy, stěny, svítidla a také instalace nábytku na míru
10. Dekorace prodejny a výloh – dekorační práce
11. Kategorizace a POP materiály – slouží k podpoře kampaní a jednodušší orientaci zákazníka v prodejně.

## Oblasti retail designu
- In Store design: soubor reklamních prostředků používaných uvnitř prodejny, které jsou určeny k ovlivnění nákupního rozhodnutí nakupujících.
- Outdoor design: soubor venkovních reklamních prvků.
- Digital signage: soubor veškerých digitálních zobrazovacích zařízení , které komunikují potřebné sdělení zákazníkovi. Mezi ně patří video stěny, interaktivní displeje, LED monitory...

## Historie
Počátek rozmachu této disciplíny datujeme do 19. století. U zrodu byly firmy jako Le Bon Marché a Printemps v Paříži, dále pak Selfridges v Londýně, Macy's v New Yorku a Marshall Field's v Chicagu.